# Édouard Spach
Pour les articles homonymes, voir Spach.
Édouard Spach, né le 26 novembre 1801 à Strasbourg et mort le 18 mai 1879 à Paris, est un botaniste français. À ne pas confondre avec le pasteur et écrivain alsacien homonyme Eduard Spach, né à Weinbourg en 1836 et mort à Strasbourg en 1906.

## Biographie
Fils d’un marchand de Strasbourg, il vient à Paris en 1824 où il assiste aux cours des botanistes René Desfontaines (1750-1831) et Antoine-Laurent de Jussieu (1748-1836). Il devient le secrétaire de Charles-François Brisseau de Mirbel (1776-1854). Lorsqu'en 1829 de Mirbel devient professeur au Muséum national d'histoire naturelle, il le suit et y passera toute sa vie. Nommé au poste d'aide-naturaliste de culture, il brille rapidement par ses compétences en botaniques et fait paraître de nombreuses monographies dont :
- Histoire naturelle des végétaux. Phanérogames (quatorze volumes et un atlas, Roret, Paris, 1834 à 1848).
- Avec le comte Hippolyte Jaubert (1798-1874) Illustrationes plantarum orientalium (cinq volumes, Roret, Paris, 1842 à 1856).

À la mort de Charles Gaudichaud en 1854, il devient garde, puis conservateur des galeries de botanique. À l'exception de derniers tomes des Illustrationes, il ne publie plus rien et se consacre entièrement au classement et à la détermination des spécimens des herbiers du Muséum. Pendant 25 années, il annote des milliers de spécimens de son écriture penchée caractéristique, labeur immense exécuté avec minutie et abnégation jusqu'à ses derniers jours.
Édouard Bureau dira de lui lors de son éloge funèbre :
« La vie de M. Spach fut faite de travail, de modestie et de dévouement. Il est difficile de raconter une telle existence où tous les jours se ressemblent ; mais on s'incline devant elle, car elle se résume dans une attache absolue à la science et au devoir. »

## Œuvres et publications
- Histoire naturelle des végétaux. Phanérogames, Roret (Paris), 1834-1848, 15 vol. dont 1 atlas ; in-8,

tome 1, lire en ligne sur Gallica, 
tome 1 [planches] lire en ligne sur Gallica, 
tome 2 lire en ligne sur Gallica, 
tome 2 [planches] lire en ligne sur Gallica, 
tome 3  lire en ligne sur Gallica, 
tome 3 [planches] lire en ligne sur Gallica, 
tome 4 lire en ligne sur Gallica,
tome 4 [planches] lire en ligne sur Gallica,
tome 5 lire en ligne sur Gallica,
tome 5 [planches]  lire en ligne sur Gallica,
tome 6 lire en ligne sur Gallica,
tome 6 [planches] lire en ligne sur Gallica,
tome 7 lire en ligne sur Gallica,
tome 7 lire en ligne sur Gallica,
tome 8 lire en ligne sur Gallica,
tome 8 [planches] lire en ligne sur Gallica,
tome 9 lire en ligne sur Gallica,
tome 9 [planches] lire en ligne sur Gallica,
tome 10 lire en ligne sur Gallica,
tome 10 [planches] lire en ligne sur Gallica,
tome 11 lire en ligne sur Gallica,
tome 11 [planches] lire en ligne sur Gallica,
tome 12 lire en ligne sur Gallica,
tome 12 [planches] lire en ligne sur Gallica,
tome 13 lire en ligne sur Gallica,
tome 13 [planches] lire en ligne sur Gallica,
tome 14 lire en ligne sur Gallica,
tome 14 [planches] lire en ligne sur Gallica,
tome 15 lire en ligne sur Gallica,
tome 15 [planches] lire en ligne sur Gallica.
- (la) « Revisio generis poterium  - revision generis iris », in Annales des sciences naturelles, [rédigées par MM. Ad. Brongniart et Guillemin], 1846, 3, t. 5, lire en ligne sur Gallica
- (la) « Monographia onogrearum », in Nouvelles annales du Muséum d'histoire naturelle, Texte intégral

En collaboration
- avec Charles-François Brisseau de Mirbel, « Notes pour servir à l'histoire de l'embryogénie végétale » in  Bulletin de l'Académie des sciences, 1819, 16 p., Texte intégral

## Taxonomie
Genre :
- (Malpighiaceae) Spachea A.Juss.

Espèces :
- (Asteraceae) Acosta spachii (Willk.) Holub
- (Betulaceae) Alnus spachii Callier
- (Cactaceae) Echinopsis spachiana (Lem.) H.Friedrich & G.D.Rowley
- (Cactaceae) Trichocereus spachianus (Lem.) Riccob.
- (Cistaceae) Fumana spachii Gren. & Godr.
- (Clusiaceae) Hypericum spachianum Steud.
- (Cyperaceae) Carex spachiana Boott
- (Euphorbiaceae) Acalypha spachiana Baill.
- (Fabaceae) Astragalus spachianus Boiss. & Buhse
- (Grossulariaceae) Ribes spachii Jancz.
- (Juglandaceae) Pterocarya spachiana Lavallée
- (Lamiaceae) Lamium spachianum Clem. ex Bald.
- (Onagraceae) Oenothera spachii D.Dietr.
- (Plumbaginaceae) Statice spachii Girard
- (Rosaceae) Cerasus spachiana Lavallée ex Ed.Otto
- (Rubiaceae) Uragoga spachiana Baill.
- (Tiliaceae) Tilia spachiana Borbás & Braun

## Sources
- Philippe Jaussaud & Édouard R. Brygoo, Du Jardin au Muséum en 516 biographies, Muséum national d’histoire naturelle de Paris, 2004, 630 p.
- Édouard Bureau, « Discours de M. Bureau sur la tombe de M. Spach », in Bulletin de la Société botanique de France, 1879, vol. 26, p. 194-196, en ligne sur Biodiversity Heritage Library
- Edmond Bonnet, Notice sur la vie et les travaux de M. Edouard Spach, conservateur de l'herbier du Muséum d'histoire naturelle, J. Boyer, 1879, 7 p.